# Tonosí-formatie
De Tonosí-formatie is een geologische formatie bij Búcaro op het schiereiland Azuero in Panama die afzettingen uit het Laat-Eoceen omvat.
De gesteentelagen van de Tonosí-formatie zijn 40 tot 35 miljoen jaar oud, waarmee het iets ouder is dan de Gatúncillo-formatie in het bekken van het Panamakanaal. De fossiele vondsten uit deze formatie bestaan uit tanden en wervels van kraakbeenvissen, behorend tot een uitgestorven makreelhaai (Cretolamna appendiculata) en zandtijgerhaai (Odontaspis sp.), een niet nader te classificeren roofhaai en een adelaarsrog (Aetobatus sp.).  